# الشعب (البيضاء)

تعديل مصدري - تعديل

الشعب هي إحدى قرى عزلة الهجرة بمديرية البيضاء التابعة لمحافظة البيضاء، بلغ تعداد سكانها 78 نسمة حسب تعداد اليمن لعام 2004.